# Бусляри
Бусляри (пол. Buślary) — село в Польщі, у гміні Полчин-Здруй Свідвинського повіту Західнопоморського воєводства.
Населення — 637 осіб (2011).

## Демографія
Демографічна структура станом на 31 березня 2011 року:
|          | Загалом | Допрацездатний вік | Працездатний вік | Постпрацездатний вік |
| -------- | ------- | ------------------ | ---------------- | -------------------- |
| Чоловіки | 323     | 73                 | 220              | 30                   |
| Жінки    | 314     | 59                 | 198              | 57                   |
| Разом    | 637     | 132                | 418              | 87                   |